# Capparis muco
Capparis muco là một loài thực vật có hoa trong họ Capparaceae. Loài này được H.H.Iltis & al. mô tả khoa học đầu tiên năm 1996.